# Cyghuk
Cyghuk – wieś w Armenii, w prowincji Sjunik. W 2011 roku liczyła 422 mieszkańców.